# São José do Belmonte
São José do Belmonte is een gemeente in de Braziliaanse deelstaat Pernambuco. De gemeente telt 34.118 inwoners (schatting 2009).